# Sarsiengali Jeszbajew
Sarsiengali Jeszbajew (ros. Сарсенгали Ешбаев, ur. 5 kwietnia 1924 w aule nr 14, obecnie w obwodzie aktobskim, zm. 3 kwietnia 1998 w Aktobe) – radziecki wojskowy, saper, starszyna.

## Życiorys
Urodził się w kazachskiej rodzinie chłopskiej. Miał wykształcenie średnie. W 1942 został powołany do Armii Czerwonej, od grudnia 1943 uczestniczył w wojnie z Niemcami. Był saperem 81 samodzielnego batalionu inżynieryjno-saperskiego na Froncie Kalinińskim, Leningradzkim i 1 Białoruskim, brał udział w walkach i w rozminowywaniu pól minowych i tras poruszania się radzieckich jednostek wojskowych. W nocy na 13 czerwca 1944 w rejonie Zielenogorska k. Leningradu zabił pięciu żołnierzy wroga; został wówczas ranny. W nocy na 14 stycznia 1945 podczas walk w rejonie Warki osobiście rozbroił 16 min przeciwpancernych i wiele min przeciwpiechotnych. W 1947 został zdemobilizowany w stopniu starszyny, później pracował w Aktiubińsku. W 1985 i 1995 brał udział w Paradach Zwycięstwa na Placu Czerwonym.

## Odznaczenia
- Order Wojny Ojczyźnianej I klasy
- Order Sławy I klasy (6 kwietnia 1945)
- Order Sławy II klasy (4 lipca 1944)
- Order Sławy III klasy (9 kwietnia 1944)